# Joseph von Anzenberger
Joseph Ritter von Anzenberger, avstrijski general, * 1. april 1812, † 24. maj 1874.

## Pregled vojaške kariere
Napredovanja
- generalmajor: 23. april 1869 (retroaktivno z dnem 3. novembrom 1868)